# Wo ist die Liebe hin

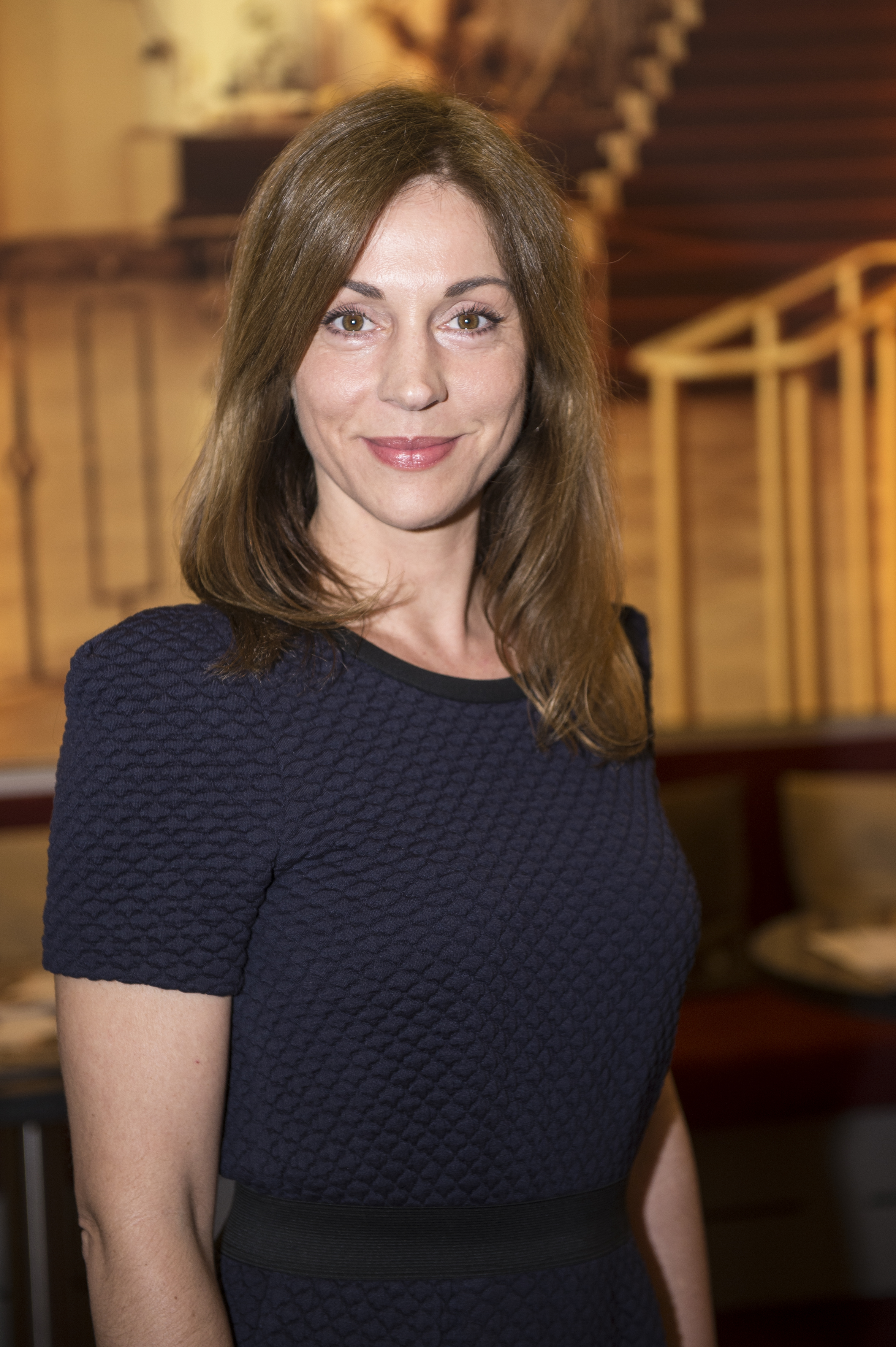
Ulrike C. Tscharre spielt Agnes (Foto von 2014)

Wo ist die Liebe hin ist ein deutscher Fernsehfilm von Alexander Dierbach aus dem Jahr 2020. In den Hauptrollen spielen Ulrike C. Tscharre und Roeland Wiesnekker ein Paar, das sich nach anderthalb Jahrzehnten harmonischer Ehe mit einer neuen Rollenverteilung konfrontiert sieht. Der Film hatte seine Premiere im September 2020 beim Filmfest Hamburg und lief im November 2021 bei den Biberacher Filmfestspielen. Im Fernsehen wurde der Film am 12. Januar 2022 im Fernsehprogramm des Ersten ausgestrahlt.

## Handlung
Agnes und Gregor Flemming führen seit über 15 Jahren eine überaus harmonische Ehe und werden von ihren Freunden Conny und Bernhard, die sich auch mal in die Haare kriegen, dafür bewundert. Mit ihrer pubertierenden Tochter Helena hat Agnes des Öfteren Meinungsverschiedenheiten, denn sie könnte im Haushalt mehr anpacken und sollte etwas selbständiger sein. Gregor ist freiberuflicher Grafiker und Agnes arbeitet halbtags für eine Supermarktkette. Als Agnes wegen Spenden ihres Arbeitgebers Kontakt zu der „Tafel“ aufnimmt, weckt dies ihr ehrenamtliches Engagement. Sie engagiert sich fortan bei dem Verein und findet dort mit Heike eine neue Freundin, sodass deutlich weniger Zeit für ihre Familie bleibt.
Die neue Situation bringt für die Familie neue Herausforderungen, dies spitzt sich weiter zu, als es bei Gregor beruflich schlechter läuft. Während er Helena als Teenager mehr zugesteht, möchte Agnes hingegen Verantwortung von allen Beteiligten. Sie kann nicht mehr, wie früher, jeden Einkauf erledigen oder spontan Kleidungsstücke waschen. Mittlerweile ist Gregor in den Keller des Hauses gezogen und stellt Agnes gegenüber fest, dass ihnen die Liebe irgendwie abhandengekommen sei. Ein weiterer Belastungsfaktor ist die Nachricht von Bernhards Krebsdiagnose mit nur noch geringer Lebenserwartung. Die beiden besuchen Bernhard und Conny in ihrem Haus auf dem Darß. Bernhard redet auf Gregor ein, die Ehe wieder in den Griff zu bekommen. Wie in der Beziehung von ihm und Conny, solle er auch mal einen Streit zulassen. Wenn er Angst habe, Agnes zu verlieren, solle er sich endlich bewegen.
Kurze Zeit später ist Bernhard gestorben. In einem letzten Brief fordert er Gregor erneut auf, nicht so stur zu sein. Gegen den Tod seiner ersten Frau habe Gregor nichts machen können, jetzt müsse er seine Angst vor Veränderung überwinden, um mit Agnes nicht noch einmal eine Frau zu verlieren. Gregor sucht das Gespräch mit Agnes, sie reden über ihre Pläne, die sie geschmiedet hatten – auf Weltreise gehen, ein Kinderbuch illustrieren – aber noch nicht umgesetzt haben. Agnes möchte jetzt diese Veränderungen angehen, Gregor habe das Gefühl, er sei nur stehen geblieben und sie losgelaufen. Gewohnte Wege zu verlassen, das ist für ihn nicht leicht.
Gregor fährt am nächsten Tag allein zur Tafel, lernt Heike kennen und sieht, wo Agnes’ Engagement hinfließt. Später fährt er auf den Darß an den Strand, wo er Agnes kennengelernt hat und wo er mit Bernhard das letzte Gespräch führte. Hier trifft er Agnes, die gerade Conny besucht hat. Auf Gregors Frage, ob denn noch genug da sei zwischen ihnen beiden, antwortet Agnes: „Ich weiß nicht, ob wir das schaffen.“ Im Anschluss gehen die beiden gemeinsam am Strand entlang.

## Produktion
Die Dreharbeiten fanden vom 8. Oktober 2019 bis zum 8. November 2019 in Lübeck und Hamburg statt.

## Rezeption

### Kritiken
Die Redaktion des Lexikons des internationalen Films vergibt insgesamt 4 von 5 Sternen und schreibt: „Sensibel entwickeltes und ausgezeichnet gespieltes Drama um eine bedrohte Liebe und den Widerstand der Beteiligten gegen die wachsenden Gräben zwischen ihnen. Zwar rutscht der Film gelegentlich ins Didaktische ab, entschädigt aber mit feinen Beobachtungen und dem Verzicht auf einfache Lösungen.“
Rainer Tittelbach gibt dem Film in seiner Besprechung bei tittelbach.tv insgesamt 4,5 von 6 Sternen.
In der Frankfurter Allgemeinen Zeitung schreibt Melanie Mühl, der Film würde ohne großen Knall, viel Geschrei oder fliegendes Geschirr den schleichenden Untergang einer Ehe erzählen. Regisseur Dierbach verstehe es, das Verschwinden der Liebe aus dramaturgischer Sicht sensibel zu inszenieren. Ulrike C. Tscharre und Roeland Wiesnekker würden das Trennungsdrama in allen seinen Facetten ausspielen.
Kristina Heuer schreibt auf der Seite der Goldenen Kamera, dass der Film nicht die Moralkeule schwinge und auch keine A-ha-Momente liefere. Das, was den Film ausmache, seien vielmehr die leisen Zwischentöne. Die pure Geschichte und die Gefühle der Figuren stünden im Mittelpunkt – es gebe weder Schuldzuweisungen noch Schuldige, eine Lösung werde nicht präsentiert. Es ginge auch bei den Zuschauern vielmehr um die Frage: „Warum kann selbst ein scheinbar perfektes Paar scheitern?“ Aufgrund des gelungenen Spiels der Hauptakteure würden sie mit Agnes und Gregor gleichermaßen mitfiebern. Auch wenn das kammerartige Spiel mitunter zäh wirke, sei der Film für Heuer ein TV-Tipp und sie vergibt 3 von 5 Punkten.

### Einschaltquote
Die Erstausstrahlung von Wo ist die Liebe hin im Ersten am 12. Januar 2022 sahen insgesamt 4,96 Millionen Zuschauer. Dies bedeutete einen Marktanteil von 17,6 %.